# Torque teno sus virus
Els torque teno sus virus (TTSuVs) són un grup de virus que es coneixen des de fa poc temps. Se sap que infecten porcs domèstics i senglars, però també molts altres vertebrats com pollastres, ovelles, gossos, gats i primats (incloent-hi els humans). És un virus econòmicament molt important que afecta sobretot a les explotacions porcines d'Àsia, Europa i Amèrica.
El seu genoma està constituït per ADN monocatenari circular de longitud 3,8 kb i té una simetria icosaèdrica. Hi ha dos gèneres diferents de Torque teno sus virus: el gènere Iotatorquevirus (TTSuV1) i el gènere Kappatorquevirus (TTSuV2). Ambdós estan inclosos dins la família Anelloviridae.
Estudiar aquest virus és molt difícil perquè és molt difícil aconseguir animals lliures de TTSuVs o que només presentin una de les espècies d'aquest grup. La infecció per TTSuVs pot incidir en la virulència d'altres patògens presents en l'animal.

## Estructura
És un virus amb ADN monocatenari circular i polaritat negativa. No presenta embolcall. Té una mida variable depenent de l'espècie (2,1 kb - 3,8 kb); però de mitja el TTSuVs fa 2,8kb.Tot i que només s'ha estudiat el TTVs que afecta els humans, es considera que tots els virus que pertanyen a la familia Anelloviridae tenen simetría icosaèdrica, amb un diàmetre de 30-32 nm.
TTVs mostren seqüències genòmiques conservades quan es fan estudis espècie - TTVs específic.
La cadena d'ADN conté el promotor i elements potenciadors que es transcriuen en funció de la prova cel·lular que es faci, a més d'una regió no traduïda (URT) amb moltes seqüències conservades en diferents TTVs riques en guanines i citosines. Finalment hi ha tres marc obert de lectura (ORF).
- ORF1: Codifica la càpside proteica.
- ORF2: Codifica l'estructura no proteica relacionada amb la replicació vírica.
- ORF3: Codifica l'estructura no proteica de funció desconeguda. Comparteix l'extrem 5' amb ORF2.

ORF1 i ORF3 comparteixen els mateixos introns de manera que el seu splicing alternatiu s'utilitza per a codificar diferents isoformes de proteïnes. Aquestes proteïnes serveixen per a determinar un cultiu cel·lular que permeti la propagació del virus. Segons la distribució natural del TTSuVs pels teixits sembla que es pot replicar en diferents cultius cel·lulars, però en els estudis encara no s'ha identificat cap cultiu cel·lular permissiu.

## Història
És un virus ubic, és a dir, es troba per tot el món. Això es deu al comerç d'animals i a la gran eficàcia dels diferents mecanismes d'infecció del virus.
El TT virus va ser aïllat per primer cop el 1997 en un pacient japonès amb una hepatitis d'etiologia desconeguda. La primera infecció a porcs va ser descrita per Leary el 1999. La primera anàlisi del genoma complet el va fer Okamoto en el 2002 i en el mateix any va ser identificat per primera vegada un virus homòleg al TTV humà en porcs. En el 2005, Niel va fer la classificació de les espècies del TTSuV. Va ser en el 2011 quan Huang va desenvolupar l'ELISA indirecta i el Western blot per aconseguir detectar anticossos IgG específics per TTSuV2.

## Malaltia
Tot i haver associat el virus a diferents patologies, no existeixen dades definitives que indiquin la participació d'aquest agent com a causant de malaltia. En el porc, el coneixement científic en relació al TTSuV és extremadament limitat. Es troba molt disseminat en la població porcina mundial, però no es considera patogen per aquesta espècie. No obstant això, el TTSuV2 es troba en major proporció en porcs amb circovirosis porcina que en animals que no pateixen aquesta malaltia. Per tant, no es pot descartar que el virus Torque teno sus virus es trobi en diferents proporcions, o fins i tot amb diferent càrrega viral, en porcs amb malaltia i sense.
Podem observar TTV en gairebé tots els teixits i líquids corporals excepte als glòbuls vermells i les plaquetes. Les cèl·lules immunitàries i inclús a les cancerígenes també s'ha pogut trobar TTV.
TTSuVs no causen cap malaltia però potencien l'actuació d'altres patògens. S'ha demostrat que una co-infecció de PCV2 i TTSuVs causa símptomes clínics. També s'ha suggerit que hi ha una relació entre el TTV i el virus del papil·loma humà. També s'ha associat amb l'Helicobacter pylori.
Es pot transmetre vertical i horitzontalment i causa una infecció persistent. La presència del virus es pot detectar en diferents mostres: sang, femta, saliva, calostre, semen, secrecions nasals i teixits. Els animals es poden infectar durant la gestació quan el sistema immunitari encara no és madur. Això fa que es tornin tolerants i no reconeguin la infecció de TTSuV, convertint-se així en potents secretors de virus i una greu font d'infecció. Si la infecció és quan l'animal ja té sistema immunitari acaba produint anticossos. Tot i així, pocs animals acaben eliminant la virèmia degut a diferents motius: el virus pateix mutacions ràpides, una quantitat insuficient d'anticossos neutralitzants virals o perquè el virus s'amaga dins les cèl·lules. Hi ha una major prevalença en hostes d'edat avançada. Tot i així, en la transmissió durant la gestació no s'ha vist que hi hagi danys perjudicials en l'animal i no produeix avortament de les truges.
Les últimes recerques han estudiat el comportament d'aquest virus recent a les explotacions porcines. L'espècie TTSuV1 és significativament més freqüent en garrins de lactació, i també ho és més en els porcs d'engreix que els més grans que van a escorxador. En canvi, TTSuVk2 és més freqüent en porcs d'escorxador. Aquests últims també pateixen més de la infecció mixta dels 2 virus.
Un mateix porc pot ser infectat per més d'una soca de TTSuV. Sembla que les soques són prou diferents com per generar una resposta immunològica diferent. L'aparició de les diferents soques són degudes a les mutacions provocades per la selecció natural i les pressions provocades per l'acció humana sobre el virus (tractaments, vacunació, eliminació d'animals infectats, etc). A més el moviment animal, degut al comerç internacional, a facilitat la propagació de la malaltia i la barreja de diferents poblacions.

### Tropisme cel·lular
El virus té un ampli rang de cèl·lules hostes. S'ha trobat present l'ADN en molts òrgans i teixits diferents.
Es pensa que les cèl·lules que provenen de la línia hematopoètica són els hostes més potencials per al TTV. També s'han trobat grans quantitats d'ADN del virus a les glàndules salivals per la qual cosa també s'ha dit que són unes bones cèl·lules hostes.

### Transmissió
La ruta del TTV encara no està gaire clara. Però el que sí que se sap es que la prevalença està associada a poblacions amb històries de transfusió de sang o productes d'aquesta. Es pensa que es transmet per transfusió de sang. A més a més grups de gent com els pacients d'hemodiàlisi i consumidors de drogues intravenoses (IVDUs). Igualment, com qualsevol altre virus existeixen altre vies de transmissió que encara no es coneixen.
A més a més un estudi ha desvelat que aquest virus pot tenir una ruta de transmissió via aerògena d'uns 18cm de distància.
Per la semblança del TTV humà amb el de les espècies dels animals, s'ha suggerit la probabilitat de transmissió a través dels humans cap als animals. Per exemple les persones que se'n cuiden dels animals en granges són una possible font de transmissió per als animals domèstics.

### Immunologia
El coneixement de la resposta immunitària per al TTV és molt limitat, ja que aquest virus només produeix entre 4 i 5 proteïnes per la qual cosa provoca respostes immunitàries molt febles.
S'han vist anticossos en el sèrum d'animals infectats pel virus. A més a més anticossos específics per als residus N i C de l'ORF1 s'han pogut observar en animals que han estat infectats pel TTV. També s'ha vist que l'ORF2 provoca la producció d'una proteïna immunològica.
S'han trobat immunocomplexes en casos en què la infecció pel virus era crònica i no en infeccions agudes.
Malgrat aquestes observacions, segueix sent un enigma com el sistema immunitari és incapaç d'eliminar el TTV.

## Filogènia
La seqüència genòmica del TTV és molt diversa en la natura, de manera que se'n coneixen fins a 61 aïllaments diferents. Tot i així, la causa d'aquesta gran variabilitat genòmica encara no és del tot coneguda. Se sap que la variabilitat de nucleòtids en TTSuVs1 és major que en TTSuVs2, igual que els patrons de mutacions de les seqüències ORF que són diferents en tots dos. El ORF1 és més conservat mentre que ORF2 i ORF3 presenten una menor conservació en les seqüències.
Hi ha diverses raons que poden explicar l'elevada capacitat de mutació del TTV. Una d'elles és la presència de HVRs en ser ORF1, així com la nova disposició intra-genòmica o la recombinació pròpiament dita.
Avui en dia, existeixen més de 30 genotips classificats en 5 grups diferents, les prevalences dels quals estan repartides per tot el món exceptuant la del grup 5, la qual no està del tot establerta. Els grups 1 i 2 s'han pogut dividir posteriorment en els subgrups 1a, 1b, 2a i 2b.
Pel que fa als grups 1 i 2 es concentren principalment als Estats Units i a Itàlia, en casos d'afeccions hepàtiques o de donants de sang. També en menor quantitat el podem trobar a l'Iran, Xina i Tailàndia amb una menor proporció. Tot i que no es coneix que cap d'aquests grups sigui el causant de cap malaltia greu per als humans, es creu que alguns dels genotips que estan continguts poden causar malalties de rellevància sanitària.
Pel que s'ha vist, el grup 1 afecta més als joves que als adults i a les femelles més que als mascles. Per altra banda, en el grup 2 no hi ha diferències ni entre edats ni gèneres.
El fet distintiu de la seva variabilitat genòmica és que permet una major transmissió comunitària entre espècie.
S'han fet diversos estudis per a mirar quina prevalença té el virus arreu del món i es pot dir que té una prevalença que canvia tot el temps. Tot i així es pot dir que predomina més en els asiàtics i els afroamericans.

## Recerca
Aquest virus encara s'està investigant força. Investigadors per exemple del CReSA de Bellaterra estudien l'epidemiologia de la infecció per TTSuV, la seva patogenicitat i immunitat i nous mètodes de detecció del virus.
En el 2013 un nou mètode de diagnosis permet la detecció i diferenciació de 5 virus porcins. Els investigadors del CReSA i del Centro Nacional de Sanidad Agropecuaria (CENSA) han desenvolupat un sistema de detecció i diferenciació de torque teno sus virus porcins 1 i 2 (TTSuV1 i TTSuV2) mitjançant el sistema de PCR (Polymerase chain reaction) quantitativa en temps real (RT-qPCR) (també per altres virus com la circovirosis porcina 2 (PCV-2), el virus de la pseudorabia (PRV1) i el parvovirus porcí (PPV)).
En el 2013 també es demostra la correlació entre el TTSuV2 i la pesta porcina clàssica. Investigadors del CReSA han demostrat que la càrrega viral i la prevalença del Torque teno sus virus 2 són elevades en porcs infectats de manera experimental amb el virus de la pesta porcina clàssica.